# سرگی خودوس
سرگی خودوس (روسی: Сергей Викторович Ходос؛ زادهٔ ۱۴ ژوئیهٔ ۱۹۸۶) شمشیرباز اهل روسیه است.